# Stadsprijs Geraardsbergen 1986
De 55e editie van de Belgische wielerwedstrijd Stadsprijs Geraardsbergen werd verreden op 27 augustus 1986. De start en finish vonden plaats in Geraardsbergen. De winnaar was Ferdi Van Den Haute, gevolgd door Dirk Durant en Rudy Brusselman.

## Uitslag
| Stadsprijs Geraardsbergen 1986 |                     |                       |      |
| Plaats                         | Naam                | Ploeg                 | Tijd |
| Winnaar                        | Ferdi Van Den Haute | Skala-Skil            |      |
| 2                              | Dirk Durant         | Fangio-Caroche        |      |
| 3                              | Rudy Brusselmans    | Hitachi-Marc-Splendor |      |

1912 · 1913 · 1914–1926 · 1927 · 1928–1932 · 1933 · 1934 · 1935 · 1936 · 1937 · 1938 · 1939 · 1940 · 1941 · 1942 · 1943 · 1944 · 1945 · 1946 · 1947 · 1948 · 1949 · 1950 · 1951 · 1952 · 1953 · 1954 · 1955 · 1956 · 1957 · 1958 · 1959 · 1960 · 1961 · 1962 · 1963 · 1964 · 1965 · 1966 · 1967 · 1968 · 1969 · 1970 · 1971 · 1972 · 1973 · 1974 · 1975 · 1976 · 1977 · 1978 · 1979 · 1980 · 1981 · 1982 · 1983 · 1984 · 1985 · 1986 · 1987 · 1988 · 1989 · 1990 · 1991 · 1992 · 1993 · 1994 · 1995 · 1996 · 1997 · 1998 · 1999 · 2000 · 2001 · 2002 · 2003 · 2004 · 2005 · 2006 · 2007 · 2008 · 2009 · 2010 · 2011 · 2012 · 2013 · 2014 · 2015 · 2016 · 2017 · 2018 · 2019 · 2020 · 2021 · 2022